# 鲁比永河畔弗朗西永
鲁比永河畔弗朗西永（法語：Francillon-sur-Roubion，法語發音：[fʁɑ̃sijɔ̃ syʁ ʁubjɔ̃]）是法国德龙省的一个市镇，位于该省中南部，属于迪镇区。

## 地理
鲁比永河畔弗朗西永（44°37'26"N, 5°5'11"E）面积10.8 平方千米，位于法国奥弗涅-罗讷-阿尔卑斯大区德龙省，该省份为法国东南部内陆省份，北起顺时针与伊泽尔省、上阿尔卑斯省、上普罗旺斯阿尔卑斯省、沃克吕兹省和阿尔代什省接壤。
与鲁比永河畔弗朗西永接壤的市镇（或旧市镇、城区）包括：里芒杜勒河畔费利讷、莫尔南、勒波厄塞拉尔、苏村、苏瓦扬。

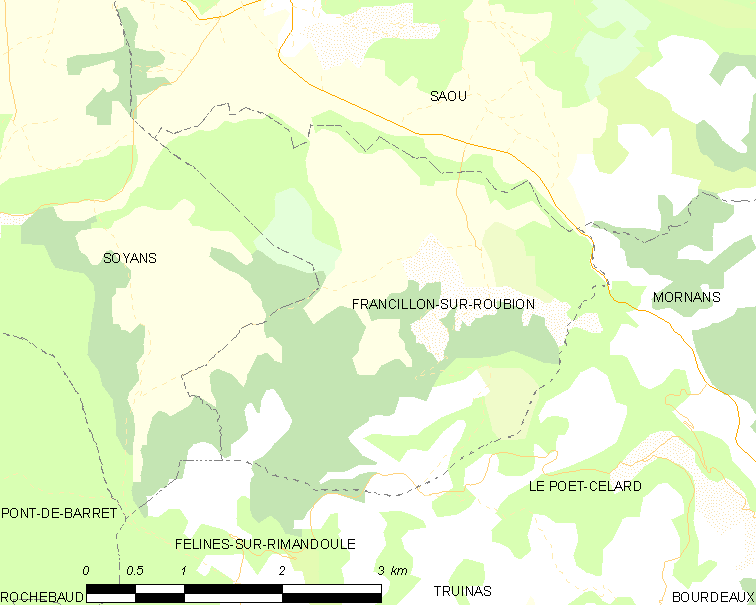
鲁比永河畔弗朗西永的OSM定位图

鲁比永河畔弗朗西永的时区为UTC+01:00、UTC+02:00（夏令时）。

## 行政
鲁比永河畔弗朗西永的邮政编码为26400，INSEE市镇编码为26137。

## 政治
鲁比永河畔弗朗西永所属的省级选区为迪约勒菲县。

## 人口

1962-2008年间鲁比永河畔弗朗西永人口变化图示

鲁比永河畔弗朗西永于2022年1月1日时的人口数量为185人。